# Site de notícias falsas
Sites de notícias falsas, também conhecidos como sites de notícias hoax, são páginas na internet que publicam intencionalmente notícias falsas — boatos, propaganda e desinformação apresentados como notícias reais — frequentemente utilizando mídias sociais para aumentar o tráfego web e amplificar seu impacto. Diferentemente da sátira jornalística, esses sites buscam ser percebidos como legítimos e aceitos como verdadeiros, muitas vezes com objetivos financeiros ou políticos. Esses sites geram receita explorando vulnerabilidades do comércio programático de anúncios, um tipo de publicidade online em que anúncios são negociados por meio de leilões máquina a máquina em um sistema de lance em tempo real.
Sites de notícias falsas têm disseminado falsidades políticas em países como Índia, Alemanha, Indonésia, Filipinas, Suécia, México, Mianmar, e Estados Unidos. Muitos desses sites têm origem ou são promovidos por países como Rússia, Macedônia do Norte, entre outros. Alguns analistas de mídia consideram esses sites uma ameaça à democracia. Em 2016, o Comitê de Relações Exteriores do Parlamento Europeu [en] aprovou uma resolução alertando que o governo russo utilizava "agências de notícias falsas" e trolls na internet como propaganda de desinformação para minar a confiança nos valores democráticos.
Em 2015, o Serviço de Segurança Sueco [en], agência de segurança nacional da Suécia, publicou um relatório concluindo que a Rússia utilizava notícias falsas para acentuar "divisões na sociedade" por meio da propagação de propaganda. O Ministério da Defesa da Suécia encarregou sua Agência de Contingências Civis de combater notícias falsas oriundas da Rússia. Artigos fraudulentos impactaram a política na Indonésia e nas Filipinas, onde o uso generalizado de mídias sociais coexistia com recursos limitados para verificar a veracidade de alegações políticas. A chanceler alemã Angela Merkel alertou sobre o impacto social de "sites falsos, bots e trolls".

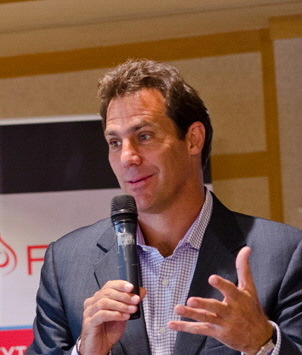
O presidente da FireEye, David DeWalt, concluiu que a operação russa durante a eleição de 2016 foi um novo desenvolvimento na ciberguerra pela Rússia

Durante a eleição presidencial nos Estados Unidos em 2016, notícias fraudulentas se disseminaram pelas mídias sociais, e várias autoridades da Comunidade de Inteligência dos Estados Unidos afirmaram que a Rússia estava envolvida na propagação de notícias falsas. A empresa de segurança cibernética Trellix [en] concluiu que a Rússia utilizou mídias sociais para espalhar notícias falsas como parte de uma campanha de ciberguerra. Google e Facebook baniram sites falsos de usar publicidade online. O Facebook estabeleceu uma parceria com sites de verificação de fatos [en] para sinalizar notícias fraudulentas e boatos; organizações de checagem que participaram da iniciativa incluíram Snopes.com, FactCheck.org e PolitiFact. O presidente dos EUA Barack Obama afirmou que o desrespeito pelos fatos criou uma "nuvem de absurdos". O chefe do Serviço de Inteligência Secreta (MI6), Alex Younger [en], classificou a propaganda de notícias falsas online como perigosa para nações democráticas.

#### Trolls da internet voltam atenção para Trump

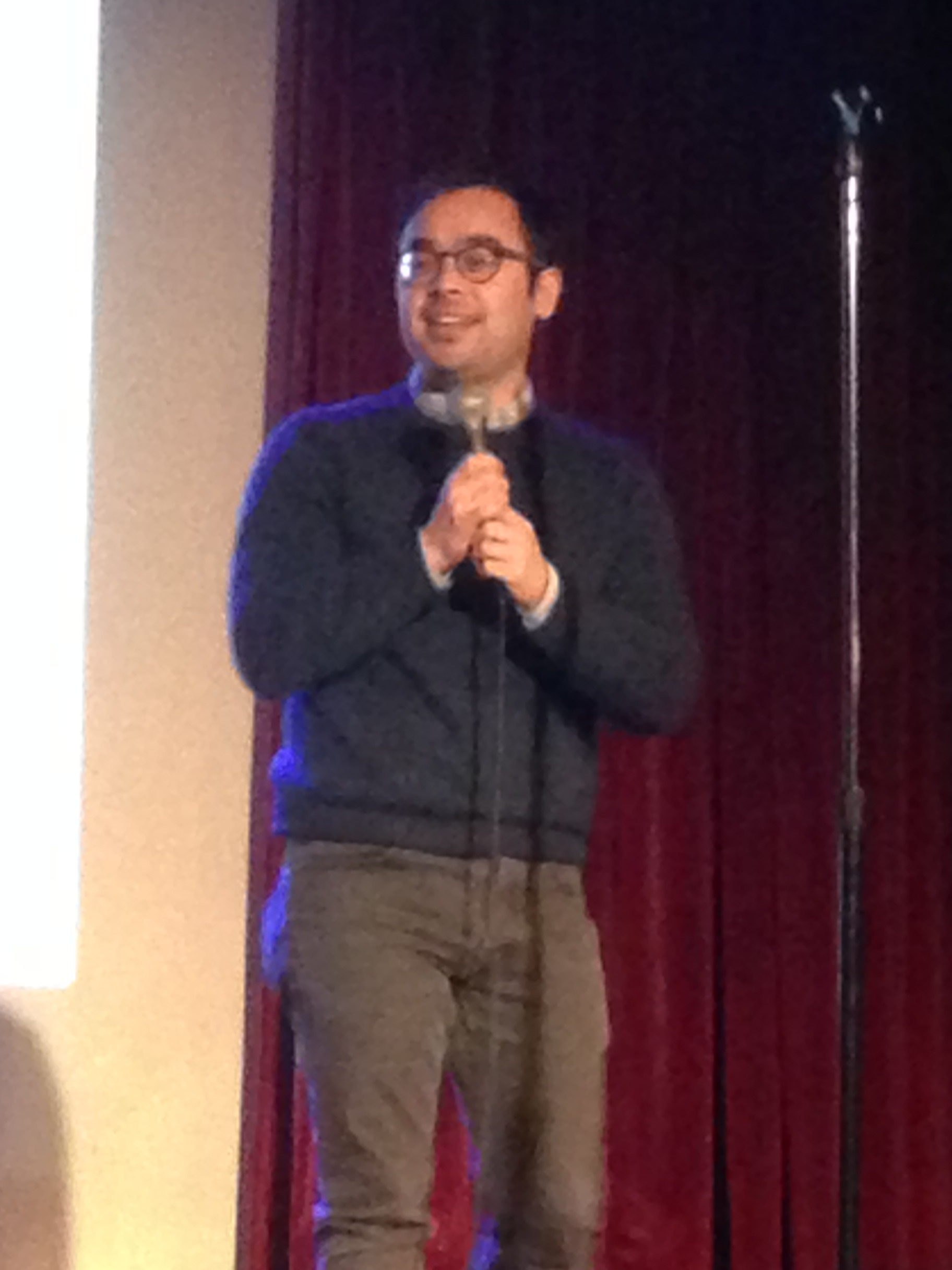
Em dezembro de 2015, Adrian Chen notou que contas pró-Rússia começaram a apoiar Trump

### Itália

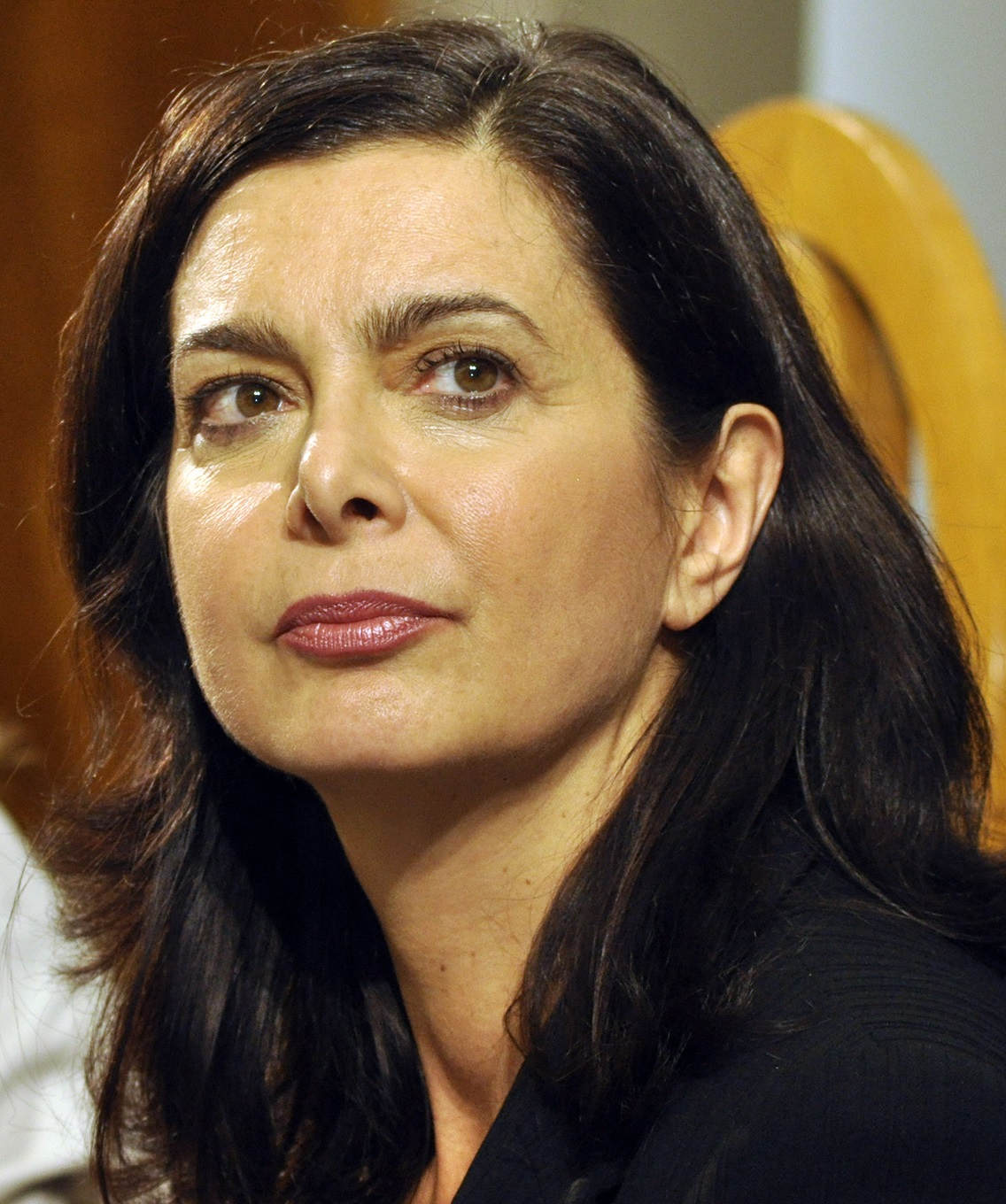
A Presidente da Câmara dos Deputados da Itália, Laura Boldrini, afirmou: "Notícias falsas são uma questão crítica e não podemos ignorá-las. Precisamos agir agora."

## Definição
O jornal The New York Times definiu "notícias falsas" na internet como artigos fictícios criados intencionalmente para enganar leitores, geralmente com o objetivo de lucrar por meio de clickbait. O PolitiFact descreveu notícias falsas como conteúdo fabricado projetado para enganar leitores e, posteriormente, viralizado na internet para públicos que amplificam sua disseminação. Outros consideram como características constitutivas as "características sistêmicas inerentes ao design das fontes e canais pelos quais as notícias falsas proliferam", como explorar os vieses cognitivos, heurísticas e afiliações partidárias do público. Alguns sites de notícias falsas utilizam spoofing de websites, estruturados para fazer os visitantes acreditarem que estão acessando fontes de mídia mainstream, como ABC News ou MSNBC.
As notícias falsas já estavam presentes na internet e no jornalismo sensacionalista nos anos anteriores à eleição presidencial nos Estados Unidos em 2016. Antes da campanha eleitoral envolvendo Hillary Clinton e Donald Trump, as notícias falsas não haviam impactado o processo eleitoral e os eventos subsequentes em um grau tão elevado. Após a eleição de 2016, o tema das notícias falsas tornou-se uma arma política, com apoiadores da política de esquerda alegando que apoiadores da política de direita disseminavam notícias falsas, enquanto estes últimos afirmavam estar sendo "censurados". Devido a essas acusações mútuas, a definição de notícias falsas usada em tais polêmicas tornou-se mais vaga.

## História pré-internet
Práticas jornalísticas antiéticas existiam na mídia impressa por séculos antes do surgimento da internet. O jornalismo sensacionalista, caracterizado por reportagens desprovidas de integridade e ética profissional, foi predominante durante o período histórico conhecido como Era Dourada. Jornalistas antiéticos cometiam fraude ao fabricar histórias, entrevistas e nomes fictícios de estudiosos. Durante a década de 1890, a disseminação dessas notícias antiéticas desencadeou violência e conflitos. Tanto Joseph Pulitzer quanto William Randolph Hearst promoveram o jornalismo sensacionalista para aumentar lucros, o que contribuiu para mal-entendidos que foram parcialmente responsáveis pelo início da Guerra Hispano-Americana em 1898. J.B. Montgomery-M'Govern escreveu uma coluna em 1898 criticando duramente as "notícias falsas", afirmando que o que as caracterizava era o sensacionalismo e "a publicação de artigos absolutamente falsos, que tendem a enganar um público ignorante ou desprevenido".
Uma transmissão de rádio em Gleiwitz pelo soldado alemão Karl Hornack, fingindo ser um invasor polonês que havia capturado a estação, foi tomada como verdadeira por outras emissoras, na Alemanha e no exterior, alimentando a declaração de guerra à Polônia por Adolf Hitler no dia seguinte. Segundo o USA Today, jornais com histórico de publicar notícias falsas incluem Globe, Weekly World News [en] e The National Enquirer [en].

## Características
As características comuns dos sites de notícias falsas, conforme observado por diversos verificadores de fatos e jornalistas, são organizadas em várias categorias:
- Credibilidade da fonte:
  1. Sites impostores que parecem ser portais legítimos de notícias, jornais, emissoras de televisão ou rádio, frequentemente utilizando URLs falsificados, typosquatting [en] ou imitando o layout e os gráficos de sites de notícias estabelecidos.[42]
  2. Imitação de fontes de notícias extintas.
  3. Um aviso declarando que o conteúdo é fictício (especialmente em sites de sátira) ou, alternativamente, a ausência total de aviso.[42]
  4. Pouca ou nenhuma informação de contato.[42]
  5. Pouca ou nenhuma informação sobre a "missão, equipe ou localização física" da fonte.[42]
  6. Um nome de site alterado após repetidas correções por organizações de verificação de fatos.[42]
  7. "Um site controlado pelo estado, um blog privado ou [...] um site com conteúdo satírico".[43]
  8. Ausência de divulgação de responsabilidade editorial.[43]
  9. Ausência de "aviso legal para qualquer oferta comercial".[43]
  10. Registro de site obscuro ou privado, como o uso de serviços de proxy para comprar o domínio.[44]
  11. Metadados de registro de domínio fabricados ou incoerentes.[45]
  12. Estabelecidos em um deserto de notícias ou com baixa cobertura de notícias locais devido a demissões em massa de jornalistas.[46][47][48][49]
  13. O site inclui conteúdos verdadeiros e falsos.[4][46][50][51]

- Manchetes dos artigos:
  1. Manchetes de clickbait, com sinais adicionais de conteúdo de veracidade questionável no próprio texto do artigo.[42][52]

- Autoria dos artigos:
  1. Autor fictício.[42][53][54]
  2. Foto reciclada em um site diferente por um autor diferente.[42]
  3. Ausência total de autoria.[42][52]
  4. O autor pode ter reputação de espalhar informações falsas.[53]
  5. Um autor real, mas que normalmente escreve sobre um tema diferente do artigo em questão.[55]
  6. Autoria oculta.[56]

- Citações dos artigos:
  1. O artigo cita fontes que não sustentam as afirmações feitas.[42][53] Por exemplo, "citações são abreviadas ou tiradas de contexto".[43]
  2. O artigo cita fontes fictícias.[42]
  3. O artigo fabrica citações.[43]
  4. O artigo faz uma afirmação não coberta por fontes confiáveis.[42][43]
  5. O artigo contém estatísticas falsas ou fora de contexto.[42][57]
  6. O artigo é uma republicação de uma história de outro site (geralmente de sátira/paródia ou impostor), "com ou sem atribuição" e muitas vezes "omitindo indicações de que a história é inventada".[44]
  7. O artigo contém imagens fora de contexto.[58][59]
  8. O artigo contém imagens fabricadas.[60][61]
  9. O artigo cita fontes não confiáveis ou questionáveis.[54][51]
  10. O artigo copia conteúdo de veículos de notícias estabelecidos sem atribuição adequada.[45][54]
  11. Uso de modelos de linguagem de grande escala para gerar conteúdo, às vezes evidenciado pela inclusão de prompts de texto, frases de saída de LLMs e/ou alucinações nos próprios artigos.[54][62][45]

- Datas e horários:
  1. Tirar uma notícia verdadeira de contexto, por exemplo, republicando uma história sobre um evento antigo e alegando que está diretamente relacionada a um evento atual.[42][53]
  2. Republicar uma história de uma fonte confiável com um título e data de publicação diferentes.[42]

- Vieses psicológicos:
  1. Histórias são escritas para atender aos vieses de confirmação do público-alvo.[42]
  2. Histórias contêm conteúdo que apela às emoções ou é destinado a estimular gatilhos psicológicos, incluindo raiva e até violência.[43][50][52]

- Sintaxe da história:
  1. A história contém erros ortográficos ou "termos sensacionalistas".[55][43]
  2. Uso de reescrita de artigos.[63]

- Credibilidade das afirmações:
  1. A história contém alegações incoerentes ou imagens irrealistas.[43]
  2. Falta de evidências para sustentar as afirmações feitas.[57]
  3. Presença de golpes.[64][65][66][67]

- Layout do site:
  1. Um layout "duvidoso" ou com aparência "pouco profissional".[43]
  2. "Publicidade excessiva",[43][52] especialmente de serviços como Content.ad, RevContent.com,[44] ou AdStyle.
  3. Logotipo do site criado por modelos de texto para imagem.[54][68]
  4. Presença de malware (incluindo scripts para mineração de criptomoedas).[69][70][71][72]

- Financiamento:
  1. "Conteúdo pago por uma empresa, político ou outra fonte potencialmente tendenciosa".[57]
  2. Aviso incompleto ou obscuro sobre financiamento ou patrocínio.[73][74]

### Identificação de redes de sites de notícias falsas
Muitos sites de notícias falsas podem ser considerados como parte de uma mesma campanha de rede se alguma combinação dos seguintes critérios for verdadeira:
- Eles compartilham a mesma conta de Google Analytics.[75][76][77][78]
- Eles compartilham a mesma conta de Google AdSense.[75][76][79][77][80]
- Eles compartilham o mesmo endereço(s) IP.[76][81][78]
- Eles compartilham o mesmo ID de Gravatar.[82]
- Eles compartilham o mesmo ID de New Relic.[78]
- Eles compartilham o mesmo ID de Quantcast.[78]
- Eles compartilham o mesmo ID de rastreador de Matomo [en].[54][68]
- Spam de links: Eles fazem referência aos domínios uns dos outros.[83][84]
- Eles publicam conteúdo idêntico ou quase idêntico,[75] especialmente conteúdo plagiado de outras fontes.[79][85]
- Eles possuem designs idênticos ou semelhantes (layouts, autoria, políticas de privacidade, páginas "Sobre", etc.).[75][77][78]
- Eles têm o mesmo proprietário(s) ou provedor de hospedagem, com base nas informações de registro de domínio.[76][79][81][78]
- Eles utilizam uma técnica chamada "domain hopping" – troca repetida de nomes de domínio para evitar listas de bloqueio de publicidade em mídias sociais.[86][87]

### Macedônia do Norte

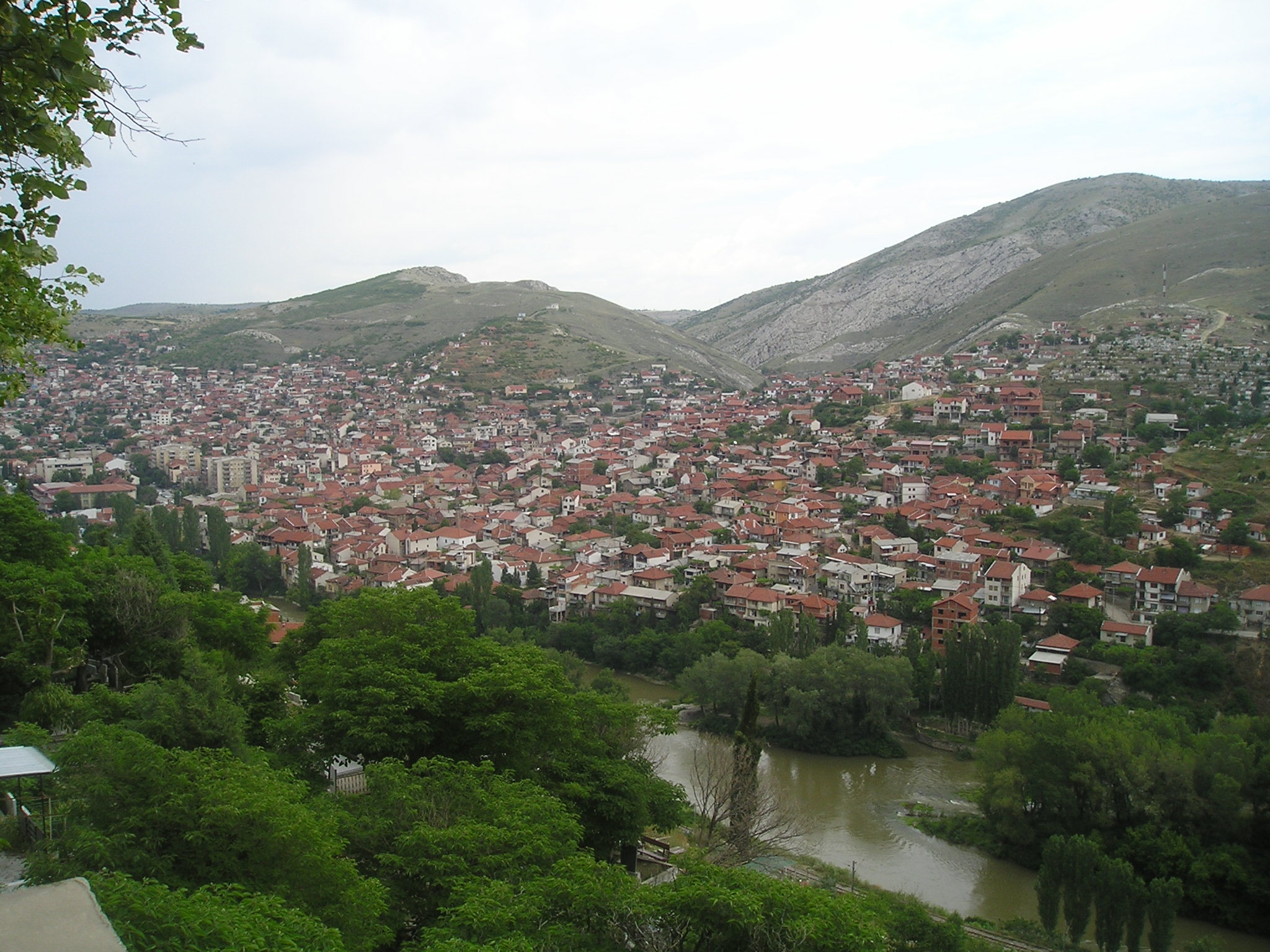
Histórias de notícias fraudulentas durante a eleição presidencial dos EUA de 2016 foram rastreadas até adolescentes em Veles, Macedônia do Norte.

#### Resposta da União Europeia

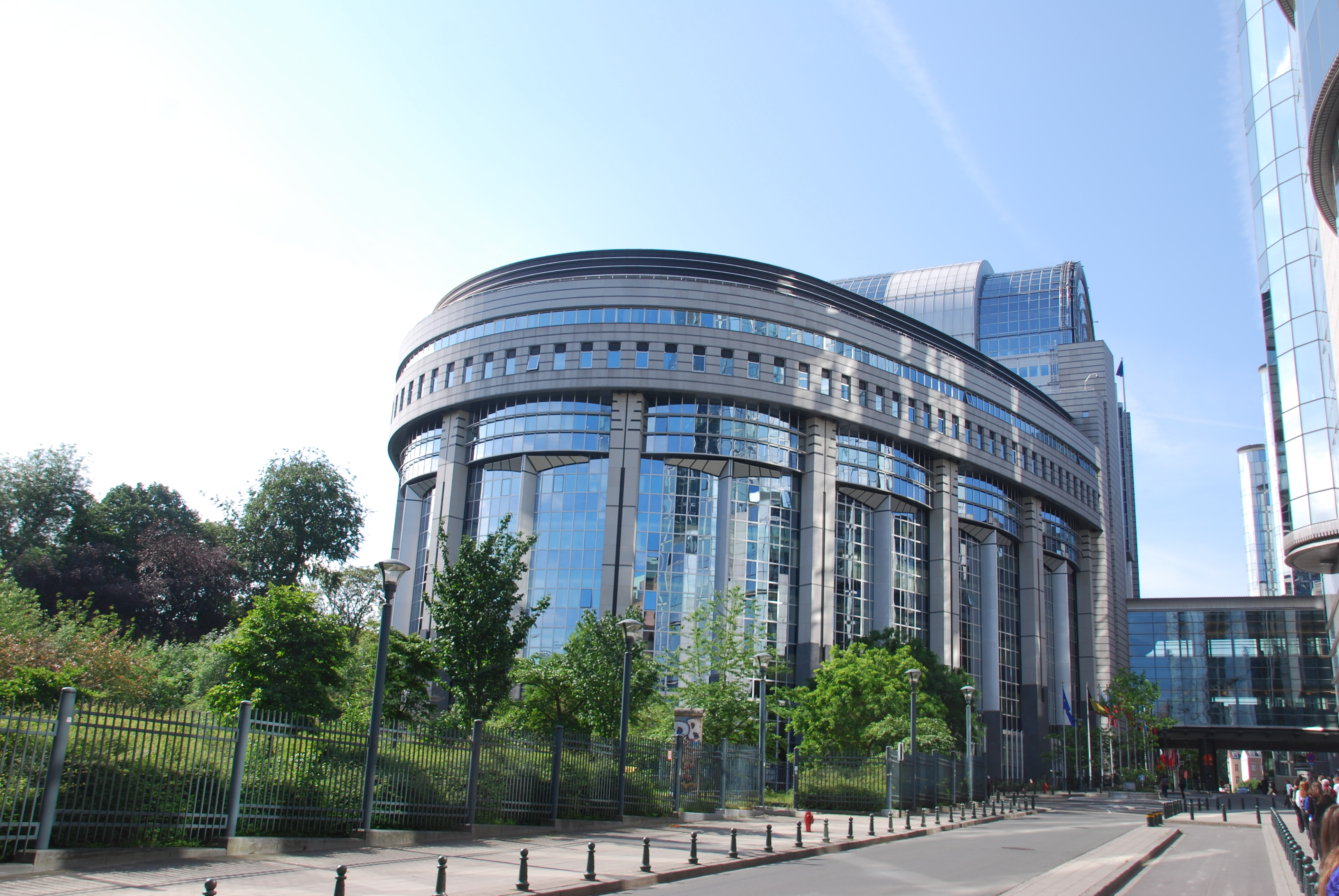
O Comitê de Assuntos Externos do Parlamento Europeu aprovou uma resolução em novembro de 2016, condenando "agências de notícias pseudojornalísticas" russas e trolls da internet.